# Barbie in A Mermaid Tale 2
Barbie in A Mermaid Tale 2 (bra: Barbie em Vida de Sereia - Volume 2) é um filme em animação digital e parte de uma série de filmes da Barbie, famosa boneca da Mattel. Trata-se de uma sequência do filme de 2010, Barbie in A Mermaid Tale (Barbie em Vida de Sereia). Foi lançado nos cinemas em fevereiro de 2012. O DVD foi lançado no dia 27 de fevereiro de 2012 no Reino Unido, e em 6 de março nos Estados Unidos. O filme também marca o retorno de Kelly Sheridan, que havia sido a voz da Barbie no primeiro filme.

## Personagens
- Merliah Summers (Kelly Sheridan) é a protagonista. Ela é uma campeã de surfe metade humana e metade sereia e a corajosa e forte princesa do reino subaquático de Oceana. Sua cauda tem as cores laranja e rosa. Ela é uma garota atrevida e moderna, que gosta de vencer sempre.
- Kylie Morgan (Ashleigh Ball) é uma surfista australiana e maior rival de Merliah. Com inveja de Merliah, Kylie é levada a libertar Eris, mas acaba ajudando Merliah a salvar o oceano e se torna sua amiga. Como uma sereia, ela tem uma cauda roxa, e é uma embaixadora na linha de bonecas.
- Rainha Calissa (Nicole Oliver) é a rainha de Oceana e mãe de Merliah, e possui uma cauda em azul e amarelo. É uma soberana justa e corajosa. Seu maior pesadelo é não  nadar.
- Eris (Kathleen Barr), é a antagonista: uma sereia malvada, com cauda laranja, que foi aprisionada no final do primeiro filme (Barbie in A Mermaid Tale).  É a irmã mais nova de Calissa e tia de Merliah, e quer usurpar o trono de Calissa e forçar os outros a adorá-la. Para isso, usa um novo feitiço que faz os piores pesadelos de todos se tornarem realidade. Seu pior pesadelo é ter pernas.
- Zuma (Tabitha St. Germain), golfinho rosa amigo de Merliah.
- Snouts (Kathleen Barr), um leão-marinho que faz amizade com Merliah. Ele pertence a Kayla e Xylie.
- Fallon Casey (Nakia Burrise), uma das melhores amigas de Merliah. É uma surfista talentosa.
- Hadley (Maryke Hendrikse), outra das melhores amigas de Merliah. É considerada uma excelente surfista.
- Break Summers (Garry Chalk), o avô paterno de Merliah, que a criou como humana.
- Embaixadora Mirabella (Britt Irvin), uma das embaixadoras de Oceana. Ela gosta de pensar grande e seu maior medo é ficar presa em pequenos espaços. Ela é do Oceano Antártico.
- Embaixadora Kattrin (Kira Tozer), outra das embaixadoras de Oceana. Ela gosta de ser rápida e seu maior medo é ser lenta. Ela é do Oceano Índico
- Embaixadora Selena (Barbara Tyson), outra das embaixadoras de Oceana. Ela é muito insegura sobre sua aparência e seu maior medo é ser feia. Ela é do Oceano Ártico.
- Embaixadora Renata (Bethany Brown), outra das embaixadoras de Oceana. Ela é muito confiante e não parece ter medo de nada, mas, na verdade, seu maior medo é ser insegura e tímida. Ela é do Oceano Atlântico.[5]

## Músicas
1. "Do the Mermaid" (representada por Kiana Ledé Brown)[6]
2. "Queen of the Waves" (representada por T-Marie)[6]
3. "Easy" (não creditada) (representada por Paula DeAnda)[6]